# Postumia (comune)

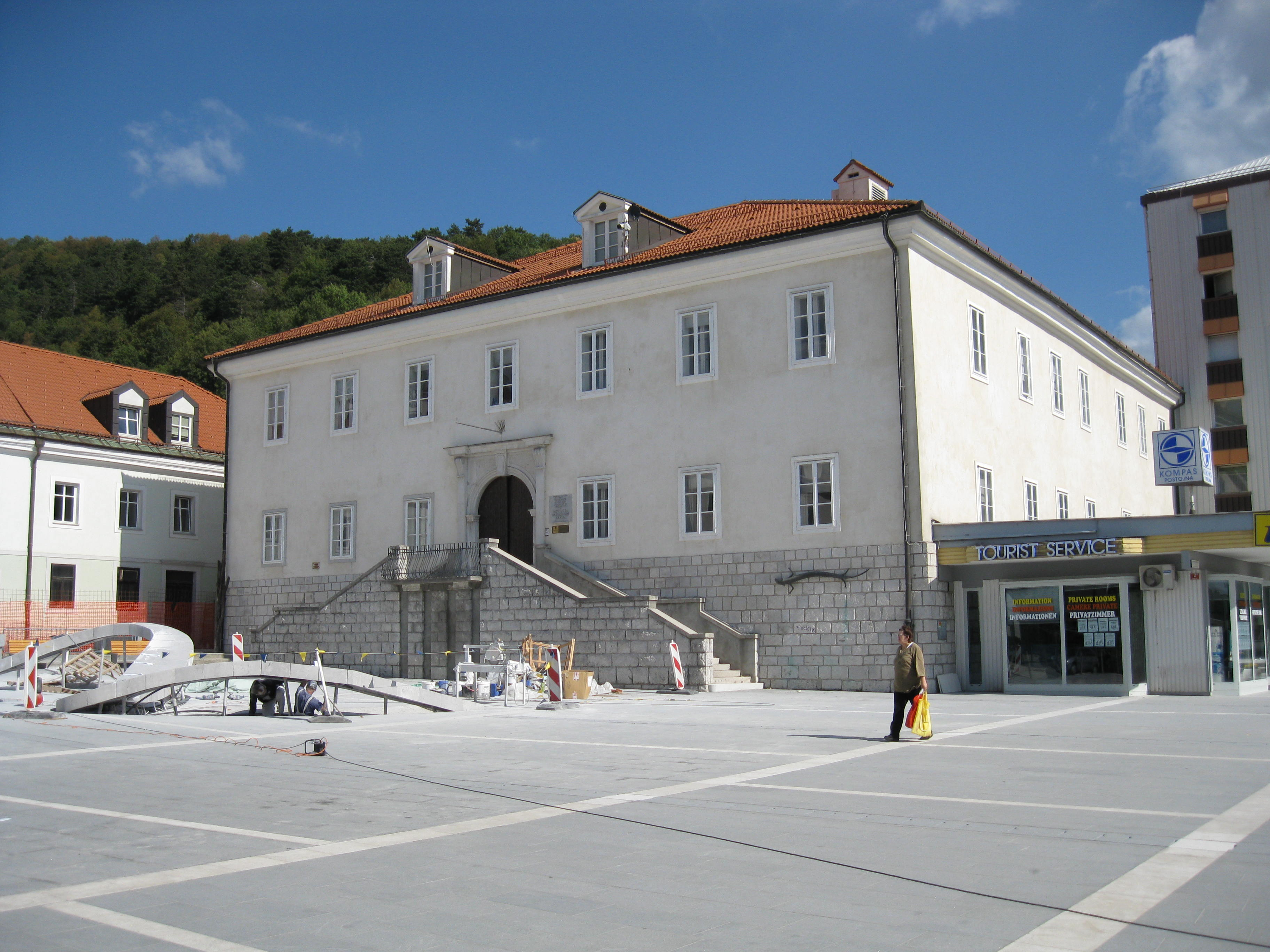
L'Istituto di Studi Carsici in piazza Tito, piazza principale di Postumia.

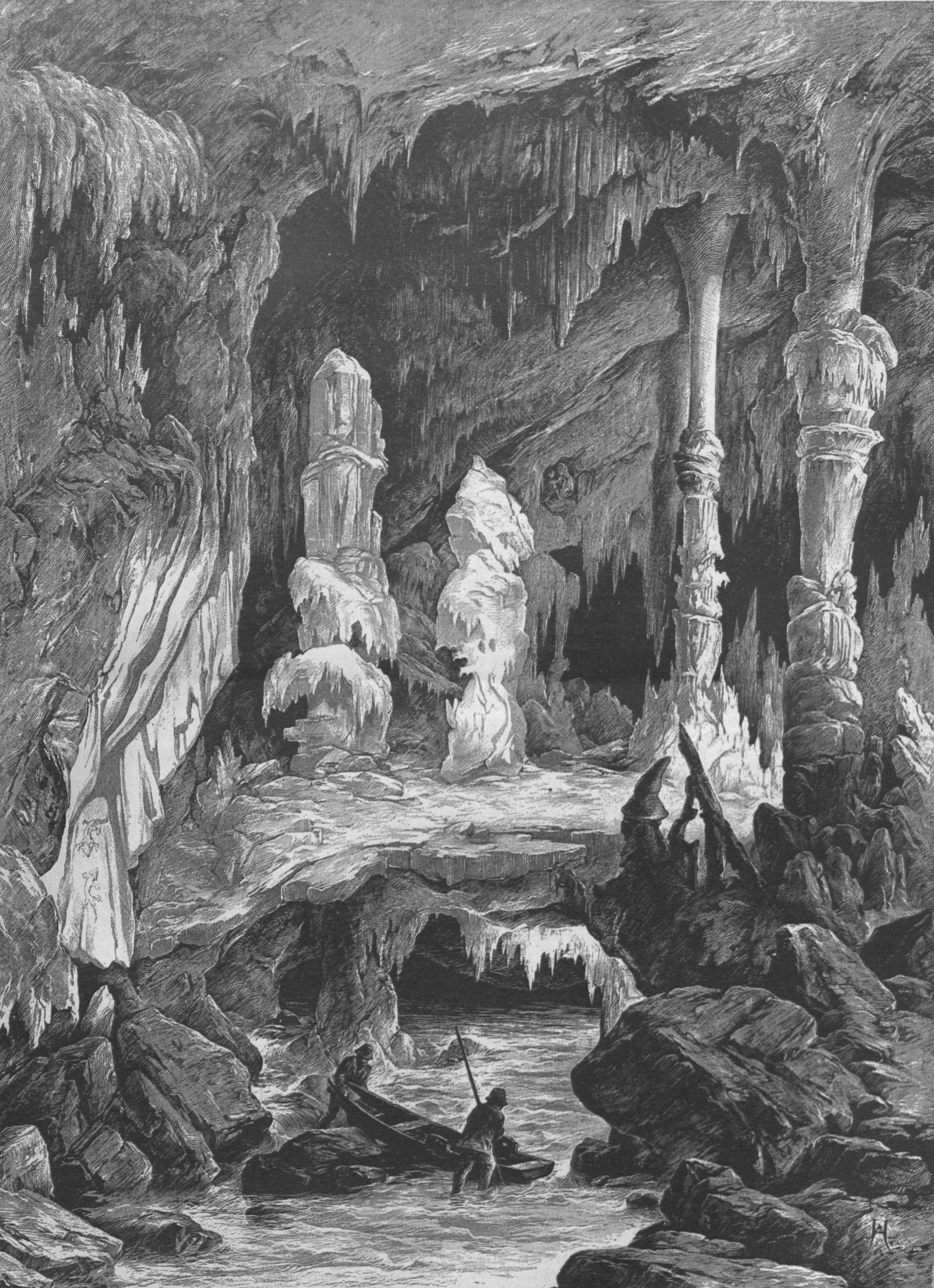
Antica rappresentazione delle grotte di Postumia.

Postumia (in passato anche Adelsberga, Pastoina o Postoina, desueti; in sloveno Postojna; in tedesco Adelsberg) è un comune di 16 442 abitanti del Carso settentrionale, nella Slovenia sud-occidentale.

## Storia
Tra le due guerre mondiali l'attuale territorio comunale era diviso dal confine italo-jugoslavo. La maggior parte del comune, compreso il capoluogo, ricadeva in territorio italiano ed era articolata nelle località di:
- Postumia (ridenominato Postumia Grotte nel 1935);
- Bucuie;
- Caccia (aggregato nel 1925[7]);
- Slavina (ridenominato Villa Slavina nel 1923).

Planina invece si trovava in territorio jugoslavo, e venne annessa all'Italia solo per breve tempo nel 1941 a seguito dell'invasione della Jugoslavia da parte delle Potenze dell'Asse.

## Popolazione

### Ripartizione linguistica
| %      | Ripartizione linguistica (gruppi principali) |
| ------ | -------------------------------------------- |
| 3,69%  | madrelingua bosniaca                         |
| 3,54%  | madrelingua croata                           |
| 0,16%  | madrelingua italiana                         |
| 5,61%  | madrelingua serbo-croata                     |
| 79,86% | madrelingua slovena                          |
| 4,32%  | madrelingua serba                            |

In base ai dati dell'ultimo censimento, l'80% degli abitanti del comune è di lingua slovena, mentre un ulteriore 17% è costituito dai parlanti serbo, croato, serbocroato e bosniaco, ossia dai residenti di recente immigrazione che hanno mutato la tradizionale compattezza linguistica dell'abitato (secondo l'ultimo censimento austriaco del 1910, il 98,7% della popolazione era di lingua slovena).

## Geografia antropica

### Località
Il comune di Postumia è diviso in 43 insediamenti (naselja):
- Bresie (Brezje pod Nanosom);
- Bucuie[10] (Bukovje);
- Berdo Grande (Velika Brda);
- Berdo Piccolo (Mala Brda);
- Caccia o Villa Caccia (Kačja Vas) - Lohača;
- Castel Lueghi (Predjama);
- Cermelizze (Čermelice);
- Cocce (Koče);
- Crastie di Postumia[10][11] (Hrašče);
- Crenovizza (Hrenovice);
- Cruscevie (Hruševje);
- Goregna di Bucuie (Gorenje);
- Goricce (Carentano) (Goriče);
- Grobisce (Grobišče);
- Landolo (Landol);
- Liplie (Liplje);
- Malnar (Malnar);
- Mattegna (Matenja Vas);
- Oblisca di Postumia (Belsko);
- Oblisca[10] (Veliko Ubeljsko);
- Oblisca Piccola (di Crenovizza) (Malo Ubeljsko);
- Orecca (Orehek);
- Otocco Piccolo (Mali Otok);
- Otocco Grande (Veliki Otok);
- Planina;
- Postumia[10][11] (Postojna), sede comunale;
- Prestrane (Prestranek);
- Prevallo[10][11] (Razdrto);
- Pridilza (Dilce);
- Raccolico (Rakulik);
- Rachiteni (Rakitnik);
- Sagona (Zagon);
- Saiecce Castelvecchio (Sajevče);
- Saloga di Postumia (Zalog);
- San Michele di Senosecchia (Šmihel pod Nanosom);
- Slavigne (Slavinje);
- Stara di Postumia (Stara Vas);
- Stermizza (Mater Dei) (Strmca);
- Strane (Strane);
- Studeno;
- Studenza (Studenec);
- Villa Slavina[10][11] (Slavina);
- Zeie (Žeje).